# 車谷浩司
車谷 浩司（くるまたに こうじ、1971年8月29日 - ）は、日本の音楽家。BAKU、Spiral Lifeでの活動を経て、1996年にAIR（エアー）名義でソロデビュー。2009年2月にAIR名義での活動を終了し、2010年2月よりLaika Came Back（ライカケイムバック）名義で活動。栃木県宇都宮市出身。

## 略歴

### BAKU - Spiral Life
1990年にBAKUのギタリストとしてメジャー・デビュー。1992年にBAKUは解散。翌1993年に石田小吉とSpiral Lifeを結成。1996年にSpiral Lifeは活動を休止する。

### AIR
1996年6月、ソロ・プロジェクトAIRの名義でセルフタイトル・ミニアルバム『AIR』をポリスターから発売し、デビュー。同年11月11日に1枚目のフルアルバム『WEAR Off』を発売。なお、AIRのサポートメンバーは渡辺等（Bass）、佐野康夫（Drums）が担当。
1997年は3枚のシングル「TODAY」、「KIDS ARE ALRIGHT」、「MY RHYME」を発売し、10月29日に2枚目のアルバム『MY LIFE AS AIR』を発売。
1998年2月、アメリカの映画『スポーン』のイメージアーティストに選ばれ、同映画のイメージ・ミニアルバム『SPAWN』を発売。同年8月にシングル「Heavenly」を発売し、9月23日に3枚目のアルバム『Usual tone of voice』を発売。
1999年は自身のレーベル「FREEDOM」を設立し、3枚のシングル「LIBERAL」、「No more Dolly」、「6453」、9月9日に4枚目のアルバム『FREEDOM/99』を発売。
1999年11月から2000年5月にかけて3枚のシングル「Rush and Rush」、「NEO KAMIKAZE」、「Crawl」を発売し、2000年4月29日に東京ベイNKホールでライブを行う。同年7月12日にはシングル「New song」を発売。表題曲は326が作詞を担当し、『2000・夏未来箱!!』（TBS系）のキャンペーンソングとなっていた。7月30日にはフジロックフェスティバルに出演。
2000年12月にシングル「ME,WE.」を発売し、2001年3月2日にDragon AshからKjとBOTSが参加したシングル「Right Riot」とこれまでのアルバムの楽曲の別ヴァージョンを集めたミニアルバム『Stilly』を同時発売。同年3月14日に5枚目のアルバム『Flying colors』を発売し、同日からツアー『Flying colors TOUR』を開催。ツアーファイナルの東京ベイNKホールでは、Dragon AshのKjとBOTS、SNAIL RAMPのAKIOがゲストとして出演。

#### 東芝EMIへの移籍
2002年9月にシングル「Last Dance」を東芝EMIより発売。同年10月17日に6枚目のアルバム『My Way』発売。
2003年は2枚のシングル「One Way」、「Starlet」を発売し、11月27日に7枚目のアルバム『one』を発売。同年6月にはポリスター在籍時の楽曲を自身が選曲した初のベスト・アルバム『Best Not Best』がポリスターから発売された。
2004年1月10日に横浜アリーナでライブを行い、10月にはシングル曲を集めた2枚目のベストアルバム『SINGLES』を発売。
2005年は2枚のシングル「sunset」、「We can sing a song」を発売し、11月23日に8枚目のアルバム『A Day In The Life』を発売。2005年5月以降弾き語り形式でのライブ「The Bread Of Life」を開始する。

#### tearbridgeへの移籍
2006年7月、シングル「Your Song」をROOTSより発売し、12月にシングル「Walk This Way」をtearbridge recordsより発売。2007年2月21日に9枚目のアルバム『The New Day Rising』、ファン投票で選ばれたライブベスト盤『Live And Learn』を同時発売。
2007年は2枚のシングル「Surfriders」、「Have Fun」を発売し、2008年2月27日に10枚目のアルバム『Nayuta』を発売。5月26日から、ツアー「AIR 2008 "Nayuta〜FREEDOM/08"」を開催。また、2007年6月発売のNICO Touches the Wallsのシングル『Primitive-disc「エデン」』以降のNICO Touches the Wallsの作品に共同プロデューサーとして参加。

#### 活動終了
2009年2月10日、自身のオフィシャルサイトでAIRとしての活動を終了する事を発表し、同日付で所属事務所「ROOTS」との契約も終了。2月11日にシングル「Pansy」をROOTSより発売し、2002年から2008年までのAIRの音源をパッケージしたベストアルバム『Three Cheers For Goodbye』をポリスターから発売。

### Laika Came Back
2010年2月10日、新プロジェクトLaika Came Backの開始の発表に伴い以下のコメントを発表。
同年3月31日に楽曲「Landed」、12月22日に楽曲「Trace」を配信で発売。2011年1月10日に東京・WWWで開催されたイベント「GREENROOM LIVE VOL.1 〜180° SOUTH〜」に出演し、Laika Came Back名義での初ライブを行う。
2011年5月に東京・大阪でワンマンライブを開催し、同年3月11日に発災した東日本大震災に際して急遽決定された5月27日の仙台PARK SQUAREでのワンマンライブを開催。9月にアルバム『Landed』を発売し、愛知県、大阪府、福岡県、東京都を回るツアーを開催。また、9月24日に千葉・幕張メッセで行われたライブイベント『GG11 -10th Anniversary-』のオーガナイザーであるジョージ・ウィリアムズの熱烈なオファーに応え、AIRとして同イベントに出演。サポートはドラムを金子ノブアキ、ベースをサトウマサトシ（ACIDMAN）が務めた。10月29日から長野県・長野NEONHALLでの公演を皮切りに全国13都市を回るツアー『From "Landed" to "Trace"』を開催。
2012年12月から2015年8月にかけて4作の楽曲「Ride On The Secret」、「桜花」、「逆光」、「忘れない」を配信で発売。

## 音楽性
爽やかなピアノをメインとした「NEW SONG」、低く、重く、うねるような低音のギターリフが特徴の「ME,WE.」、Dragon AshのKjとのコラボレートでヒップホップ・シーンに接近した「Right Riot」など、楽曲ごとにギターロック、ジャズ、パンク・ロック、ポップなど様々なジャンルの音楽を取り込んだ音楽性が特徴。インタビューでは、「首尾一貫したスタイルを目指しているわけではなくて、その時自分にとって一番タイムリーな表現を追求しているだけ」と述べた。
社会的なメッセージを込めた楽曲も多く、特に動物実験に強く反対している。「ME,WE.」では「Against Animal Testing（動物実験反対）」や「同じ血 同じ涙を持ってる」といった主張をした。

## ディスコグラフィ
※特筆されていないものを除き、全てAIR名義。最高位はオリコンチャート週間ランキングによるもの。

### 配信楽曲
※全てLaika Came Back名義
- 「Landed」（2010年3月31日）
- 「Trace」（2010年12月22日）
- 「Ride On The Secret」（2012年12月20日）
- 「桜花」（2013年3月1日）
- 「逆光」（2014年4月26日）
- 「忘れない」（2015年8月27日）
- 「こはく」（2019年6月19日）

### スタジオ・アルバム
|                 | 発売日         | タイトル            | 規格品番   | 最高位 |
| AIR             | AIR            | AIR                 | AIR        | AIR    |
| --------------- | -------------- | ------------------- | ---------- | ------ |
| 1               | 1996年11月11日 | WEAR Off            | PSCR-5543  | 10位   |
| 2               | 1997年10月29日 | MY LIFE AS AIR      | PSCR-5650  | 9位    |
| 3               | 1998年9月23日  | Usual tone of voice | PSCR-5711  | 15位   |
| 4               | 1999年9月9日   | FREEDOM/99          | PSCR-5794  | 15位   |
| 5               | 2001年3月14日  | Flying colors       | RTCR-1014  | 13位   |
| 6               | 2002年10月17日 | My Way              | TOCT-24869 | 13位   |
| 7               | 2003年11月27日 | one                 | TOCT-25218 | 28位   |
| 8               | 2005年11月23日 | A Day In The Life   | TOCT-25838 | 41位   |
| 9               | 2007年2月21日  | The New Day Rising  | NFCD-27039 | 40位   |
| 10              | 2008年2月27日  | Nayuta              | NFCD-27070 | 59位   |
| Laika Came Back |                |                     |            |        |
| 1               | 2011年9月7日   | Landed              | XQKQ-1001  | 76位   |
| 2               | 2016年7月6日   | Confirms            | XQLX-1004  | －     |

### ミニアルバム
|   | 発売日        | タイトル | 規格品番    | 最高位 |
| - | ------------- | -------- | ----------- | ------ |
| 1 | 1996年6月26日 | AIR      | PSCR-5490   | 15位   |
| 2 | 1998年2月25日 | SPAWN    | PSCR-5667/8 | 19位   |
| 3 | 2001年3月2日  | Stilly   | MTCR-1      | 47位   |

### ライブ・アルバム
|   | 発売日        | タイトル               | 規格品番   | 最高位 |
| - | ------------- | ---------------------- | ---------- | ------ |
| 1 | 2000年6月28日 | MY LIVE AS AIR         | RTCR-1010  | 67位   |
| 2 | 2005年12月1日 | The Bread Of Life      | ROOTS-001X | -      |
| 3 | 2007年2月21日 | Live And Learn         | NFCD-27045 | 79位   |
| 4 | 2008年3月12日 | The Bread Of Life 2007 | RSTAR-1    | 243位  |

### ベスト・アルバム
|   | 発売日         | タイトル                 | 規格品番     | 最高位 |
| - | -------------- | ------------------------ | ------------ | ------ |
| 1 | 2003年6月25日  | Best Not Best            | PSCR-6116/7  | 48位   |
| 2 | 2004年10月20日 | SINGLES                  | RTCA-1001/2  | 56位   |
| 3 | 2009年2月11日  | Three Cheers For Goodbye | PSCR-6229/30 | 134位  |

### リミックス・アルバム
| 発売日        | タイトル  | 規格品番   | 最高位 |
| ------------- | --------- | ---------- | ------ |
| 2003年3月26日 | On My Way | TOCT-24984 | 113位  |

### 映像作品
- LOW BLOOD PRESSURE（VHS：1996/9/15）
- AIR OF TOKYO (VHS：1998/5/13・DVD：2004/8/25)
- NEO KAMIKAZE SAT 29TH APRIL 2000 AIR in N.K (VHS：2000/6/28・DVD：2005/3/30)
- Flying colors (VHS：2001/10/24・DVD：2001/10/27)
- one{2004.1.10 yokohama arena} (DVD：2004/4/14)オリコン35位
- The New Day〜Walk This Way〜2007(DVD：2008/2/27)オリコン115位
- AIR CLIPS 1996-2001(DVD：2011/10/26)

## タイアップ一覧
| 使用年 | 曲名             | タイアップ                                                    |
| ------ | ---------------- | ------------------------------------------------------------- |
| AIR    |                  |                                                               |
| 1997年 | KIDS ARE ALRIGHT | テレビ朝日系『クイズ!渡る世間は金ばかり?!』エンディングテーマ |
| 1997年 | KIDS ARE ALRIGHT | テレビ神奈川『ミュージックトマトJAPAN』テーマソング           |
| 1998年 | Hello            | TBS系『MabOodachiIII』エンディングテーマ                      |
| 1999年 | 6453             | NIKE「6453シリーズ」CMソング                                  |
| 1999年 | Rush and Rush    | テレビ神奈川『ミュージックトマトJAPAN』オープニングテーマ     |
| 2000年 | Crawl            | TBS系『極すれすれガレッジセール』エンディングテーマ           |
| 2000年 | Crawl            | 日音制作 音楽情報番組『P.S. -Pop Shake-』オープニングテーマ   |
| 2000年 | New song         | TBS系『2000・夏未来箱!!』キャンペーンソング                   |
| 2000年 | New song         | TBS系『王様のブランチ』エンディングテーマ                     |
| 2000年 | ME, WE.          | TBS系『夜の××自慢』オープニングテーマ                         |
| 2001年 | Right Riot       | TBS系『CDTV-Neo』オープニングテーマ                           |
| 2002年 | Last Dance       | 日本テレビ系「バイ・バイ・ブラックバード」CMソング            |
| 2006年 | Hold Your Hand   | TBS系『格闘王』エンディングテーマ                             |
| 2006年 | Walk This Way    | テレビ朝日系『完売劇場』エンディングテーマ                    |
| 2006年 | Walk This Way    | テレビ神奈川『MUTOMA α』/『MUTOMA LIVE』オープニングテーマ    |
| 2020年 | KIDS ARE ALRIGHT | TBS系『お笑いの日』テーマソング（2020年 - ）                  |